# Тече Волга
«Тече Волга» (рос. «Течёт Волга») — радянський чорно-білий художній фільм-кіноповість 1962 року, знятий режисером Яковом Сегелем на Кіностудії ім. М. Горького.

## Сюжет
Панорамний фільм. Все життя старого капітана пов'язане з Волгою. Цими берегами бігав він хлопчиськом, повз них провів перед виходом на пенсію свій старенький буксир «Богатир». З кожним річковим портом у капітана пов'язано багато добрих та сумних спогадів. Через біографію людини у фільмі показано долю великої річки.

## У ролях
- Микола Сергєєв — Степан Тимофійович, капітан буксира «Богатир»
- Валентина Телегіна — Наталка, дружина капітана
- Георгій Єпіфанцев — Олексій, практикант
- Наталія Худякова — Наталка
- Надир Малишевський — епізод
- Олександр Дігтяр — перший штурман
- Олександр Тимонтаєв — епізод
- Олександр Кєкіш — епізод
- Олексій Миронов — кухар
- Варвара Попова — сестра Сергія
- З. Сергєєва — епізод
- Аріна Алейникова — Настя
- Ервін Кнаусмюллер — журналіст
- Тамара Совчі — епізод
- Валерій Хлевинський — радист на пароплаві

## Знімальна група
- Режисер — Яків Сегель
- Сценаристи — Валентин Єжов, Яків Сегель
- Оператори — Інна Зараф'ян, Борис Монастирський
- Композитор — Марк Фрадкін
- Художник — Олександр Діхтяр